# Das U-Boot

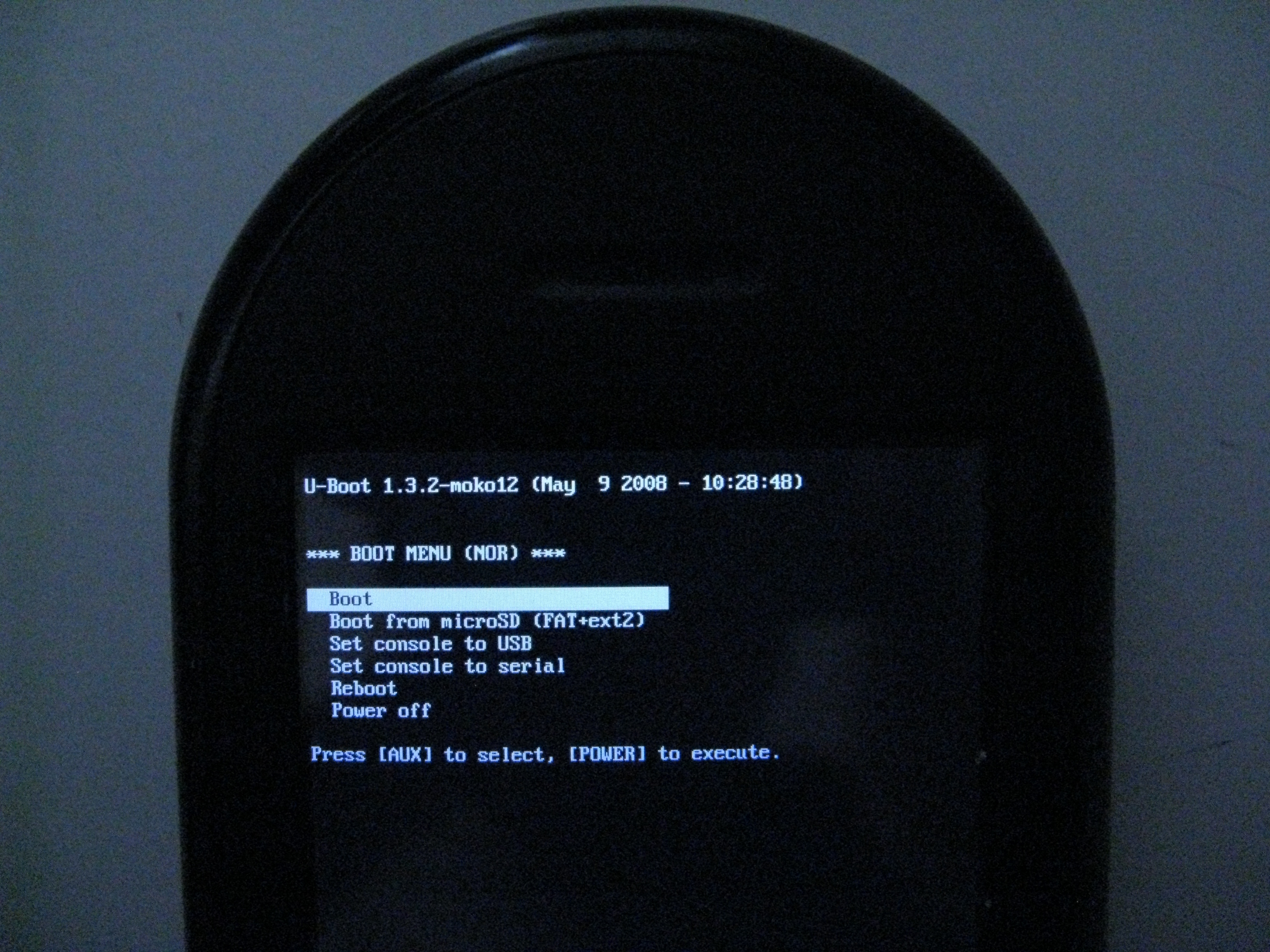
Snímek obrazovky menu zavaděče U-Boot na mobilním telefonu Neo FreeRunner

Das U-Boot je zavaděč systému určený především pro vestavěné systémy a operační systém Linux. Je k disposici pro řadu rozmanitých architektur, včetně PowerPC, ARMu, MIPSu, AVR32, X86, Motoroly 680x0 a další. Jedná se o svobodný software naprogramovaný v jazyce C a dostupný pod licencí GNU General Public License.
Jádro operačního systému umí U-boot přečíst přímo ze souborového systému, přičemž jich podporuje řadu:  Cramfs, ext2, ext3, ext4, FAT, FDOS, JFFS2, ReiserFS, UBIFS a ZFS.
Mezi výrobky, které používají U-Boot už z výroby, patří mobilní telefon Neo FreeRunner a některá vydání netbooku Chromebook.